# Văz

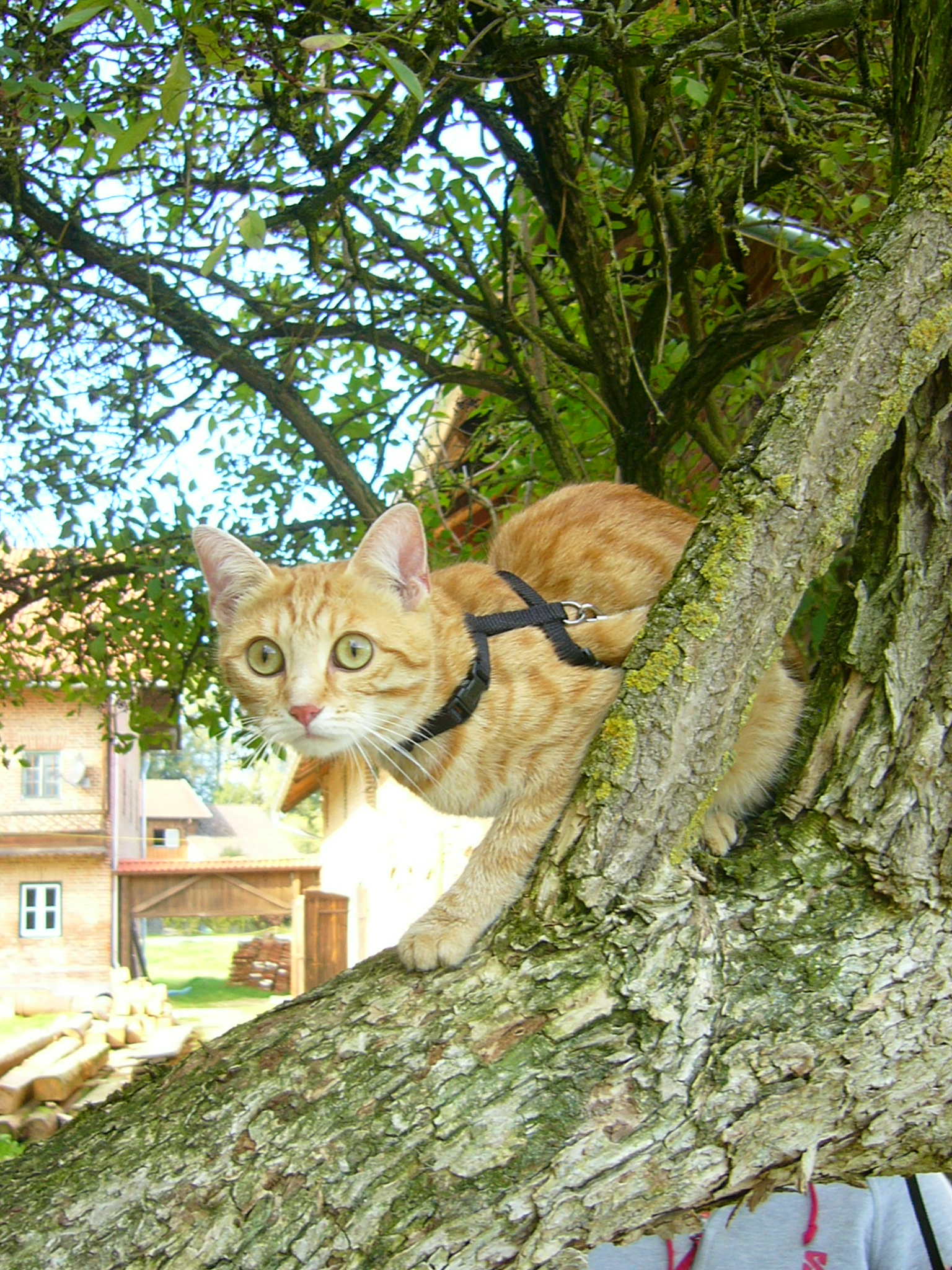
Pisică atentă care a sesizat ceva

Văzul sau vederea este imaginea proiectată pe retină și care este percepută cu ajutorul ochiului, fiind mai departe transmisă centrului optic din creier prin intermediul nervului optic.
Ochiul captează imaginile ca un aparat fotografic. Lumina pătrunde prin partea din fata a ochiului printr-o membrana transparenta denumita cornee, înconjurată de o zona denumita albul ochiului sau sclerotica. în spatele corneei se găsește irisul, un disc colorat în culori precum verde, albastru, căprui sau negru. Intre cornee și iris exista un lichid numit umoare apoasa. Irisul e perforat în centru de un orificiu de culoare neagra, denumit pupila. 
Pentru ca ochiul sa nu fie deteriorat, atunci când lumina este foarte puternica, pupila se contracta (se micșorează); în caz contrar, când e întuneric, pupila se mărește. Lumina traversează în continuare cristalinul, care are funcția de lentilă biconvexă, apoi un alt lichid, corpul vitros sau umoarea sticloasa. în final, imaginea este proiectata în profunzimea ochiului pe o membrană denumită retină, ca și cum aceasta ar fi o pelicula de film dintr-un aparat fotografic. 